# Keita Bukuru
Keita Bukuru, né le 25 avril 2005 à Makamba est un footballeur international burundais qui évolue au poste de terrain au sein du club Aigle Noir FC de Makamba .

## Biographie
Keita Bukuru est né le 25 avril 2005. Il a grandi dans un environnement où le football occupe une place centrale. Dès son plus jeune âge, il montre un intérêt marqué pour ce sport et commence à jouer dans les rues de sa ville natale. Son talent naturel lui permet rapidement d’intégrer des équipes locales avant d’être repéré par Aigle Noir FC de Makamba, l’un des clubs les plus compétitifs du pays

## Carrière en club
Keita Bukuru a commencé sa carrière professionnelle avec l’Aigle Noir FC de Makamba, un club de premier plan au Burundi. Son implication avec l’équipe l’a vu participer à diverses compétitions, contribuant ainsi aux performances globales du club dans la ligue et les tournois. Tout au long de la saison 2023, il a fait des apparitions importantes, accumulant un total de 110 minutes sur le terrain.
Malgré une production statistique modeste au cours de cette période, y compris zéro but et passes décisives, Bukuru a démontré ses capacités de passe, atteignant une précision de passe de 65,9 % avec 27 passes réussies,
Ses statistiques de performance reflètent son rôle au sein de l’équipe, et on s’attend à ce qu’il continue à se développer à mesure qu’il acquiert plus d’expérience au niveau du club. Bien que les détails spécifiques de son début de carrière et de son histoire d’arrivée à Aigle Noir ne soient pas largement documentés, il est clair que Bukuru fait partie intégrante de l’équipe, participant aux entraînements et aux matchs qui constituent l’épine dorsale de la structure compétitive de l’équipe,. Au fur et à mesure que la saison avance, les fans et les analystes garderont un œil attentif sur ses contributions et sa croissance en tant que joueur dans le paysage dynamique du football burundais.

## Carrière internationale

### Représentation internationale précoce
Keita Bukuru, a commencé sa carrière internationale en représentant l’équipe nationale du Burundi en tant que défenseur central. Il a fait ses débuts en senior en 2020 et s’est rapidement imposé comme un joueur clé de l’équipe nationale.Ses performances lors des qualifications pour divers tournois internationaux ont attiré l’attention, mettant en valeur ses compétences défensives et sa conscience tactique sur le terrain.

## Convocations et matchs récents
Le 29 décembre 2024, Bukuru a été inclus dans l’équipe préliminaire pour les matchs de qualification pour la Coupe du monde de la FIFA 2026 contre la Côte d’Ivoire et les Seychelles, prévus en mars 2025.
Sa participation à ces matchs est considérée comme cruciale pour les aspirations de l’équipe nationale à se qualifier pour le tournoi, compte tenu de son influence et de son expérience croissantes au niveau international,

## Palmarès compétitif
Bukuru a contribué aux campagnes du Burundi dans diverses compétitions, notamment la Coupe d’Afrique des Nations et la Coupe CECAFA. L’équipe nationale a notamment atteint la finale de la Coupe CECAFA en 2004, terminant deuxième.